# Gontran a peur du choléra
Gontran a peur du choléra è un cortometraggio del 1911 diretto da Lucien Nonguet.